# Oráčov
Oráčov é uma comuna checa localizada na região da Boêmia Central, distrito de Rakovník.